# Betula hornei
Betula hornei är en björkväxtart som beskrevs av Edwin John Butler. Betula hornei ingår i släktet björkar, och familjen björkväxter. Inga underarter finns listade.